# Zbrosza Duża
Zbrosza Duża, dawniej też Zbrosza Wielka – wieś sołecka w Polsce położona w województwie mazowieckim, w powiecie grójeckim, w gminie Jasieniec.
Wieś szlachecka Zbrosza Wielka położona była w drugiej połowie XVI wieku w powiecie grójeckim ziemi czerskiej województwa mazowieckiego. W latach 1975–1998 miejscowość administracyjnie należała do województwa radomskiego.
W miejscowości znajduje się kościół i siedziba parafii pod wezwaniem Św. Jana Chrzciciela, należąca do dekanatu wareckiego archidiecezji warszawskiej. Znajduje się tutaj także szkoła podstawowa im. ks. Czesława Sadłowskiego.
W 1979 utworzono opozycyjny Uniwersytet Ludowy w Zbroszy Dużej, który już nie istnieje.
Funkcjonuje również klub piłkarski UKS Iskra Zbrosza Duża.